# قرار مجلس الأمن التابع للأمم المتحدة رقم 758
قرار مجلس الأمن التابع للأمم المتحدة رقم 758، المتخذ بالإجماع في 8 حزيران / يونيو 1992، بعد إعادة التأكيد على القرارات 713 (1991)، 721 (1991)، 724 (1991)، 727 (1992)، 740 (1992)، 743 (1992)، 749 (1992)، 752 (1992) و757 (1992)، قرر المجلس، وفقًا لتقرير الأمين العام بطرس بطرس غالي، توسيع ولاية قوة الأمم المتحدة للحماية في يوغوسلافيا السابقة.
وأذن المجلس للأمين العام بنشر مراقبين عسكريين وأفراد آخرين، ولكن طلب إذن من المجلس لإرسال المزيد من الأفراد إلى قوة الحماية بعد استيفاء الشروط اللازمة للقوة، بما في ذلك وقف إطلاق النار. كما أدان جميع الأطراف المسؤولة عن انتهاك وقف إطلاق النار، وحثهم على الامتثال لوقف إطلاق النار سالف الذكر.
وأخيراً، حث القرار جميع الأطراف على ضمان سلامة العاملين في المجال الإنساني وإيصال المساعدات إلى سراييفو ومناطق أخرى في البوسنة والهرسك. لم يوافق الطرفان على هذا الاقتراح، وصدر القرار 770 بموجب الفصل السابع من ميثاق الأمم المتحدة يطالب بتسهيل إيصال المساعدات الإنسانية بأمان، وبالتالي كان ملزمًا قانونًا.

## روابط خارجية
- نص القرار في undocs.org